# Margit Werner
Margit Werner (* 13. Dezember 1951 in Cainsdorf) ist eine deutsche Politikerin (PDS, dann FDP) und ehemaliges Mitglied des Sächsischen Landtages.

## Leben
Nach Besuch der POS nahm Margit Werner ein Studium der Fachrichtung Textiltechnik und Pädagogik auf, das sie als Ingenieurpädagogin abschloss. Zwischen 1972 und 1988 folgten Tätigkeiten an den Betriebsschulen Textil Wilkau-Haßlau und ESDA Oberlungwitz.
Werner ist verheiratet und hat zwei Kinder.

## Politik
Margit Werner war erst Mitglied der SED und ab 1990 Mitglied der PDS. Von 1989 bis 1994 war sie Abgeordnete der Gemeinde Culitzsch und ab 1994 Bürgermeisterin des Ortes. 1999 wurde sie aufgrund der Eingemeindung nach Wilkau-Haßlau Ortsvorsteherin.
Im Oktober 1999 zog Margit Werner über die Landesliste der PDS Sachsen in den Sächsischen Landtag ein, dem sie für eine Wahlperiode bis 2004 angehörte. Im Oktober 2002 trat sie aus der PDS-Fraktion aus und wurde zunächst parteilos, ehe sie im Juni 2003 in die FDP eintrat. Sie war die erste Abgeordnete der FDP Sachsen im Sächsischen Landtag nach deren Scheitern an der Fünf-Prozent-Hürde bei der Landtagswahl in Sachsen 1994.
Seit April 2007 ist sie Vorsitzende des neugegründeten Ortsverbandes der FDP im Amt Mönchgut-Granitz und Betreiberin eines Hotels in Baabe auf Rügen.